# Torrent de la Rabassada
El Torrent de la Rabassada, també anomenat torrent de les Monelles o torrent de Can Borrell, és un curs intermitent d'aigua de Collserola. Neix a prop de la Font d'en Ribes, al vessant Nord del turó del Puig. El torrent recull les aigües de la vall situada entre les serres del Pedregal (a l'oest) i la de la Rabassada (est) i després de recórrer 3,5 kilòmetres, desguassa les seves aigües a la riera de Sant Medir, aigües amunt de la Masia de Can Borrell. Aquest curs d'aigua suporta el pantà de Can Borrell, petit embassament actualment en desús.